# البلس (ملحان)

تعديل مصدري - تعديل

البلس هي إحدى قرى عزلة بني علي بمديرية ملحان التابعة لمحافظة المحويت، بلغ تعداد سكانها 392 نسمة حسب تعداد اليمن لعام 2004.